# Beytüşşebap
Beytüşşebap (Elkê en kurde) est une ville et un district de la province de Şırnak (Şirnex en kurde) dans la région de l'Anatolie du sud-est en Turquie.